# Lyndon (Rutland)
Lyndon è un villaggio e parrocchia civile dell'Inghilterra, appartenente alla contea del Rutland.